# Communauté de communes Terres de Chalosse
La communauté de communes Terres de Chalosse est une communauté de communes française, située dans le département des Landes, en région Nouvelle-Aquitaine.

## Historique
La communauté de communes Terres de Chalosse a été créée avec 34 communes le 2 décembre 2016 pour une prise d'effet au 1er janvier 2017. 
Elle est issue de la fusion de la communauté de communes de Montfort-en-Chalosse et de la communauté de communes du Canton de Mugron en application du schéma départemental de coopération intercommunale.

## Territoire communautaire

### Géographie
Située au sud  du département des Landes, la communauté de communes Terres de Chalosse regroupe 34 communes et présente une superficie de 312,1 km2.

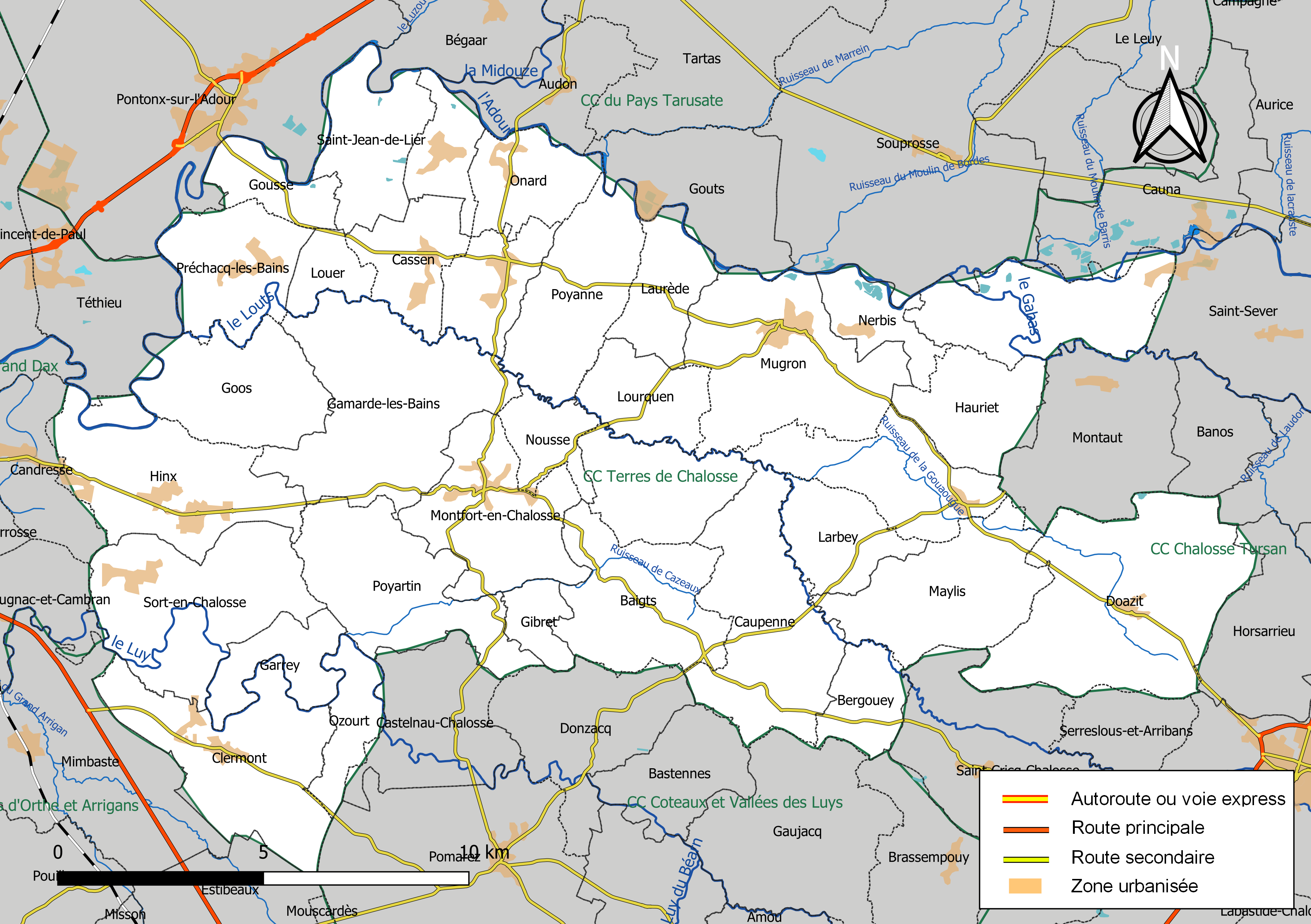
Carte de la communauté de communes Terres de Chalosse au 1er janvier 2019.

### Composition

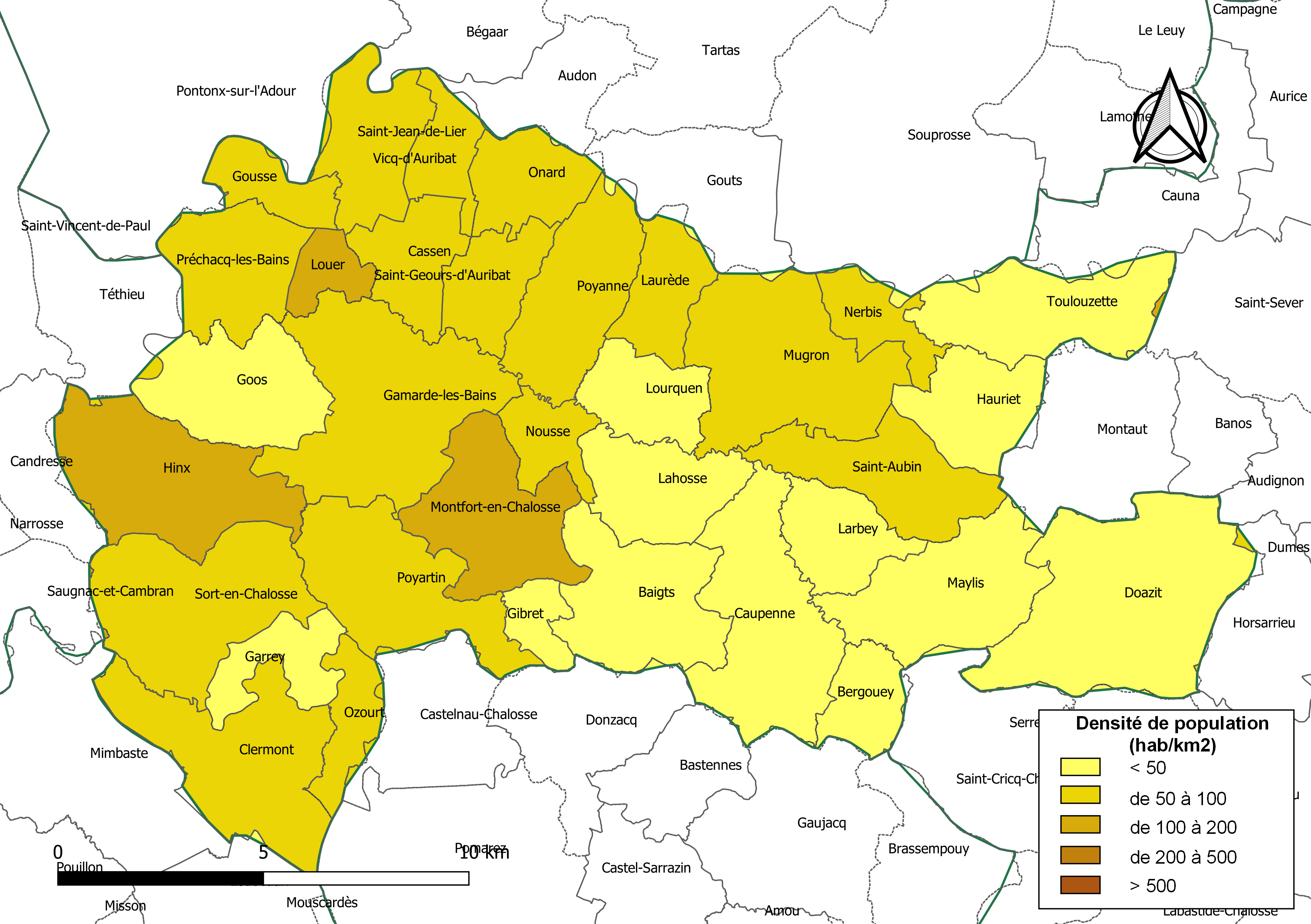
Carte des densités de population (millésimée 2016) des communes de la communauté de communes Terres de Chalosse. Composition en communes au 1er janvier 2019.

La communauté de communes est composée des 34 communes suivantes :

| Nom                          | Code Insee | Gentilé         | Superficie (km2) | Population (dernière pop. légale) | Densité (hab./km2) |
| ---------------------------- | ---------- | --------------- | ---------------- | --------------------------------- | ------------------ |
| Montfort-en-Chalosse (siège) | 40194      | Montfortois     | 11,57            | 1 223 (2022)                      | 106                |
| Baigts                       | 40023      | Baigtsois       | 11,64            | 333 (2022)                        | 29                 |
| Bergouey                     | 40038      | Bergoueyais     | 4,39             | 109 (2022)                        | 25                 |
| Cassen                       | 40068      | Cassenois       | 5,97             | 607 (2022)                        | 102                |
| Caupenne                     | 40078      | Caupennois      | 15,22            | 397 (2022)                        | 26                 |
| Clermont                     | 40084      | Clermontois     | 15,02            | 742 (2022)                        | 49                 |
| Doazit                       | 40089      | Doazitiens      | 22,16            | 851 (2022)                        | 38                 |
| Gamarde-les-Bains            | 40104      | Gamardais       | 18,95            | 1 552 (2022)                      | 82                 |
| Garrey                       | 40106      | Garreyois       | 4,93             | 215 (2022)                        | 44                 |
| Gibret                       | 40112      | Gibrétois       | 2,58             | 98 (2022)                         | 38                 |
| Goos                         | 40113      | Goossois        | 10,49            | 530 (2022)                        | 51                 |
| Gousse                       | 40115      | Goussois        | 4,09             | 276 (2022)                        | 67                 |
| Hauriet                      | 40121      | Hauriètois      | 7,57             | 273 (2022)                        | 36                 |
| Hinx                         | 40126      | Hinxois         | 15,51            | 1 909 (2022)                      | 123                |
| Lahosse                      | 40141      | Lahossais       | 8,08             | 286 (2022)                        | 35                 |
| Larbey                       | 40144      | Larbeyens       | 6                | 240 (2022)                        | 40                 |
| Laurède                      | 40147      | Laurédiens      | 5,7              | 367 (2022)                        | 64                 |
| Louer                        | 40159      | Louérois        | 2,85             | 332 (2022)                        | 116                |
| Lourquen                     | 40160      | Lourquennois    | 5,9              | 188 (2022)                        | 32                 |
| Maylis                       | 40177      | Maylisiens      | 12,21            | 301 (2022)                        | 25                 |
| Mugron                       | 40201      | Mugronais       | 16,53            | 1 336 (2022)                      | 81                 |
| Nerbis                       | 40204      | Nerbisiens      | 4,15             | 267 (2022)                        | 64                 |
| Nousse                       | 40205      | Noussois        | 3,87             | 249 (2022)                        | 64                 |
| Onard                        | 40208      | Onardais        | 6,15             | 376 (2022)                        | 61                 |
| Ozourt                       | 40216      | Ozourtois       | 3,97             | 198 (2022)                        | 50                 |
| Poyanne                      | 40235      | Poyannais       | 10,72            | 697 (2022)                        | 65                 |
| Poyartin                     | 40236      | Poyartinois     | 13,04            | 765 (2022)                        | 59                 |
| Préchacq-les-Bains           | 40237      | Préchacquois    | 8,63             | 797 (2022)                        | 92                 |
| Saint-Aubin                  | 40249      | Saint-Aubinois  | 9,72             | 500 (2022)                        | 51                 |
| Saint-Geours-d'Auribat       | 40260      | Saint-Geournais | 5,47             | 410 (2022)                        | 75                 |
| Saint-Jean-de-Lier           | 40263      | Liérois         | 8,15             | 407 (2022)                        | 50                 |
| Sort-en-Chalosse             | 40308      | Sortois         | 15,39            | 887 (2022)                        | 58                 |
| Toulouzette                  | 40318      | Toulouzettains  | 11,26            | 309 (2022)                        | 27                 |
| Vicq-d'Auribat               | 40324      | Vicquois        | 4,2              | 249 (2022)                        | 59                 |

### Démographie
| 1968   | 1975   | 1982   | 1990   | 1999   | 2010   | 2015   | 2021   |
| ------ | ------ | ------ | ------ | ------ | ------ | ------ | ------ |
| 14 897 | 14 062 | 14 120 | 14 405 | 14 658 | 17 427 | 18 166 | 18 200 |

## Administration
| Période                                  | Période  | Identité        | Étiquette | Qualité                                   |
| ---------------------------------------- | -------- | --------------- | --------- | ----------------------------------------- |
| 10 avril 2017                            | 2020     | Vincent Lagrola | PS        | Maire de Goos                             |
| 2020                                     | En cours | Didier Gaugeacq | PS        | conseiller départemental, Maire de Cassen |
| Les données manquantes sont à compléter. |          |                 |           |                                           |